# На арене Лурих (фильм)
«На арене Лурих» (эст. Lurich) — советский фильм производства киностудии «Таллинфильм» 1984 года.

## Сюжет
Спортивный исторический фильм с элементами мелодрамы. Сюжет фильма основан на реальных фактах и событиях из жизни легендарного российского борца, тяжелоатлета, рекордсмена и спортивного публициста, двукратного чемпиона мира по классической борьбе Георга Луриха (1876—1920) на Ревельском чемпионате борцов 1910 года.

## В ролях
- Тыну Луме — Лурих
- Регина Разума — Анна
- Татьяна Котова — София Андреевна
- Энн Клоорен — Якоб
- Рейн Каремяэ — Берглунд
- Айн Лутсепп — Мадис
- Тыну Аав — Грюнберг
- Юри Ярвет — адвокат
- Лео Нярья — пристав
- Леонид Шевцов — начальник полиции
- Андрес Лутсар — судья
- Юри Крюков — конферансье
- Айно Тальви — мать Берглунда
- Эве Киви — Луиза Генриховна
- Катрин Кохв — горничная
- Калью Суур — фотограф

Фильм дублирован на русский язык на киностудии «Ленфильм» в 1984 году. Роли дублировали: Николай Федорцов, Борис Аракелов, Галина Чигинская, Юрий Дедович, Валерий Никитенко, Юрий Соловьёв, Алексей Кожевников.